# 34th Street-Penn Station (linea IND Eighth Avenue)
34th Street-Penn Station (IPA: [θɜrdi-fɔrθ strit pɛn ˈsteɪʃən]) è una stazione della metropolitana di New York situata sulla linea IND Eighth Avenue. Nel 2015 è stata utilizzata da un totale di 26 147 434 passeggeri.

## Storia
La stazione venne aperta il 10 settembre 1932, come parte della prima sezione della linea IND Eighth Avenue compresa tra le stazioni di 207th Street e Chambers Street e all'epoca parte dell'Independent Subway System.

## Strutture e impianti
34th Street-Penn Station è una stazione sotterranea con due banchine laterali, una banchina ad isola e quattro binari, i due più esterni per i treni locali e i due più interni per quelli espressi. È posizionata sotto Eighth Avenue e possiede un totale di diciassette ingressi: sei all'incrocio tra Eighth Avenue e 35th Street, sei all'incrocio tra Eighth Avenue e 34th Street e cinque presso l'incrocio tra Eighth Avenue e 33rd Street.

## Movimento
La stazione è servita dai treni di tre linee della metropolitana di New York:
- Linea A Eighth Avenue Express, sempre attiva;[5]
- Linea C Eighth Avenue Local, sempre attiva, tranne di notte;[6]
- Linea E Eighth Avenue Local, sempre attiva.[7]

## Interscambi
La stazione è servita da diverse autolinee gestite da NYCT Bus ed è collegata alla stazione di Pennsylvania, servita dai treni extraurbani dell'Amtrak e dai servizi ferroviari suburbani Long Island Rail Road e New Jersey Transit Rail.
- Stazione ferroviaria Pennsylvania
- Fermata autobus